# Себастьян Егурен
Себастьян Егурен (ісп. Sebastián Eguren, нар. 8 січня 1981, Монтевідео) — уругвайський футболіст, півзахисник клубу «Лібертад» та національної збірної Уругваю.

## Клубна кар'єра
Себастьян Егурен почав кар'єру в клубі «Монтевідео Вондерерз», де він грав з 1999 по 2002 рік, потім ще по року виступав за «Данубіо» та «Насьональ». 12 лютого 2004 року після матчі з еквадорським клубом «Ель Насьональ» на Кубок Лібертадорес, що завершився внічию 0:0, допінг-тест Егурена дав позитивний результат на кокаїн, за що футболіста відсторонили від футболу на 6 місяців. Сам футболіст звинуватив у результаті чай з коки, який був прописаний, як ліки для полегшення знаходження на висоті, так як Кіто знаходиться на 2800 метрів вище рівня моря.
У липні 2005 року Егурен перейшов в норвезький «Русенборг» за 125 тис. євро, разом із співвітчизником Алехандро Лаго, але вже в лютому 2006 року був відправлений у запас новим тренером клубу Пером-Матіасом Хегмо, а потім був відданий в оренду в «Монтевідео Вондерерз» до 1 липня того ж року. Після закінчення сезону Егурен перейшов на правах оренди в шведський клуб «Хаммарбю», який вже через півроку, 5 грудня, викупив трансфер футболіста, підписавши контракт з уругвайцем на 3 роки. Взамін клуб віддав «Русенборгу» Фредріка Стоора.
30 січня 2008 року Егурен був орендований іспанським «Вільярреалом» до кінця сезону, в травні 2008 року «Вільярреал» ухвалив рішення викупити трансфер аргентинця за 1,3 млн євро, підписавши з ним 3-х річний контракт. 
27 січня 2010 року «Вільярреал» віддав Егурена в оренду італійському «Лаціо», але угода зірвалася через незадовільні результати медичного обстеження футболіста.
19 лютого 2010 року підписав контракт до 30 червня 2010 року з стокгольмським АІКом. Вболівальники «Хаммарбю» сприйняли перехід свого колишнього кумира в стан найлютіших ворогів як зраду. 10 березня 2010 року 16 фанатів «Хаммарбю» увірвалися на тренування АІКа і погрожували Егурену. У першому матчі Егурена за АІК був виграний Суперкубок Швеції. У матчі другого туру чемпіонату 2010 рок упроти «Броммапойкарна» Егурен був вилучений з поля та дискваліфікований на 2 гри. За 3 місяці Егурен провів за АІК 8 офіційних матчів.
8 липня 2010 року перейшов в іспанський клуб «Спортінг» (Хіхон), контракт з яким був розрахований на 3 роки.
До складу клубу «Лібертад» приєднався влітку 2012 року. Наразі встиг відіграти за команду з Асунсьйона 26 матчів в національному чемпіонаті.

## Виступи за збірну
В збірної Уругваю Егурен дебютував 13 липня 2001 року у матчі Кубка Америки проти Колумбії, замінивши Родріго Лемоса. Після цього Егурен провів ще дві зустрічі за збірну і більше в її склад не викликався. Лише 25 травня 2008 року, через 5 років, Егурен зіграв в товариській грі з командою Туреччини. Виклик Егурена став одним з перших кроків на посаді нового головного тренера збірної Оскара Табарес, який зробив Егурена гравцем основи національної команди. 
В подальшому Егурен брав участь в чемпіонаті світу 2010, але відіграв лише 3 хвилини, розіграші Кубка Америки 2011 року в Аргентині, здобувши того року титул континентального чемпіона, та розіграші Кубка конфедерацій 2013 року у Бразилії.
Наразі провів у формі головної команди країни 53 матчі, забивши 7 голів.

## Досягнення
- Володар Суперкубка Швеції (1) : 2010
- Переможець Кубка Інтертото (1) : 2007
- Володар Кубка Америки (1) : 2011